# HK23輕機槍
HK23是一款由德國軍械廠黑克勒-科赫研製的輕機槍，該槍以HK21通用機槍作基礎。

## 歷史
HK23於1972年研製，研製該槍的目的是為了與當時的各種小口徑槍械作競爭，其主要用途是外銷到外國市場，而非為了向德國聯邦國防軍及德國本土的執法部門而特別研製。10年後，為了參與美軍的班用自動武器競選，黑克勒-科赫更衍生出HK23E，並以XM262的名義參與競選，但最終敗給了比利時埃斯塔勒国营工厂的FN Minimi（正式採用後命名為M249）。

## 設計
HK23使用與HK G3自動步槍相同的滾輪延遲反沖式槍機操作，發射北約5.56×45毫米小口徑步槍彈，並能夠以STANAG彈匣或M27彈鏈供彈。

## 使用國
- 阿根廷
- 玻利维亚
- 喀麦隆
- 哥伦比亚
- 丹麦
- 芬兰
- 德国
  - 德國陸軍特種部隊司令部
- 希腊
- 義大利
- 约旦
- 马来西亚
- 墨西哥
- 尼日尔
- 奈及利亞
- 秘魯
- 菲律賓
- 葡萄牙
- 塞内加尔
- 斯里蘭卡
- 瑞典
- 泰國
- 土耳其
  - 土耳其憲兵總司令部
- 乌干达
- 阿联酋
- 美国
  - 美國特種作戰司令部

## 登場作品

### 電子遊戲
- 2007年—：加装向左倾斜的前握把，以100發彈箱及M27彈鏈供彈，並具有升級版以及黄金版，装填完毕后会使用“HK拍击”上膛。奇怪地快慢機設置在三發點放模式仍能全自動射擊，而且在重新裝填動作開始時拉機柄會自動鎖定。武器模組採用鏡像佈局（拋殼口和拉機柄位於同一邊）。
- 2017年—《少女前線》：2017年12月簽到戰術人形，命名為“HK23”。

## 參看
- FN Minimi
- M249
- HK MG4
- IMI Negev
- QBB-95
- T75
- 阿瑞斯“伯勞鳥”5.56
- 斯通納輕機槍
- Ultimax 100
- RPK
- RPK-74
- RPK-201
- RPK-203
- RPK-16